# 화대군
화대군(花臺郡)은 함경북도 남해안에 위치한 군이다. 대포동 1호의 발사 기지는 여기에 있다.

## 지리
동쪽과 남쪽은 동해에 접해 있다. 북쪽으로 명천군, 북서쪽으로 길주군, 남서쪽으로 김책시와 접한다. 북부는 1,000m이상의 산지이지만 해안 지방은 평야이다.
화대군에 위치한 주요 하천은 남대천(남대천은 김책시와 경계를 이룸)이다. 하지만 이곳에는 남대천뿐만 아니라 화대천 ·용산천등 다른 하천도 있다. 이곳 해안선은 남북한의 동해안과 마찬가지로 단조롭다. 산림이 군 면적의 83%를 차지한다(침엽수가 이 군 삼림의 54%를 차지함). 바다에 접해 있어서 겨울에는 온화하다.
연평균 기온은 7.6°C, 1월이 -7°C, 8월이 22.2°C이다. 연평균 강수량은 700mm이다.

## 역사
해방 무렵에 명천군·길주군의 일부였다. 1952년, 북한의 지방 행정 구역 개편에 의해서 화대군이 신설되었다.
- 1952년 12월 - 길주군 동해면, 명천군 하고면·하가면의 전부와 상고면의 일부(10리)·상가면의 일부(1리)를 합쳐 화대군을 신설하였다.
- 1954년 10월 - 화대읍의 일부를 자가리에 편입, 자가리·양촌리의 일부를 재편해 송동리·석리를 신설하였다. 장덕리·룡포리의 일부를 양촌리에 편입하였다. 또 둔전리를 화대읍에 편입해 폐지하였다.
- 1961년 3월 - 학림리를 룡원리로, 철주리를 석성리로 각각 개칭하였다.

## 행정 구역
행정구역은 1읍 20리로 이루어져 있다.
- 화대읍 (花臺邑)
- 금성리 (錦城里)
- 석성리 (石城里)
- 창촌리 (倉村里)
- 룡원리 (龍原里)
- 불로리 (不老里)
- 룡포리 (龍浦里)
- 사포리 (泗浦里)
- 자가리 (自佳里)
- 송동리 (松洞里)
- 석현리 (石峴里)
- 양촌리 (楊村里)
- 장덕리 (長德里)
- 토원리 (土垣里)
- 주의리 (周儀里)
- 교향리 (橋鄕里)
- 정문리 (旌門里)
- 하평리 (荷坪里)
- 무수단리 (舞水端里)
- 증산리 (甑山里)
- 목진리 (木津里)

## 산업
농업과 수산업이 이곳의 주요 산업이다. 이곳에는 철도가 없고 대신 도로가 위치해 있다. 화대광산과 다른 공장 등이 있다.

## 같이 보기
- 무수단리